# Musaceae
Le Musacee (Musaceae Juss.) sono una famiglia di piante monocotiledoni dell'ordine Zingiberales, native delle aree tropicali del Vecchio Mondo.
Il genere più ampio e anche il più importante economicamente nella famiglia è Musa a cui appartengono le banane e i platani.

## Tassonomia
La famiglia comprende i seguenti generi:
- Ensete Bruce ex Horan.
- Musa L.
- Musella (Franch.) C.Y.Wu ex H.W.Li

La famiglia Musaceae è stata universalmente riconosciuta dai botanici sebbene con differenti delimitazioni. Le definizioni più vecchie includevano comunemente dei generi che oggi appartengono alle Strelitziaceae.

### Alcune specie

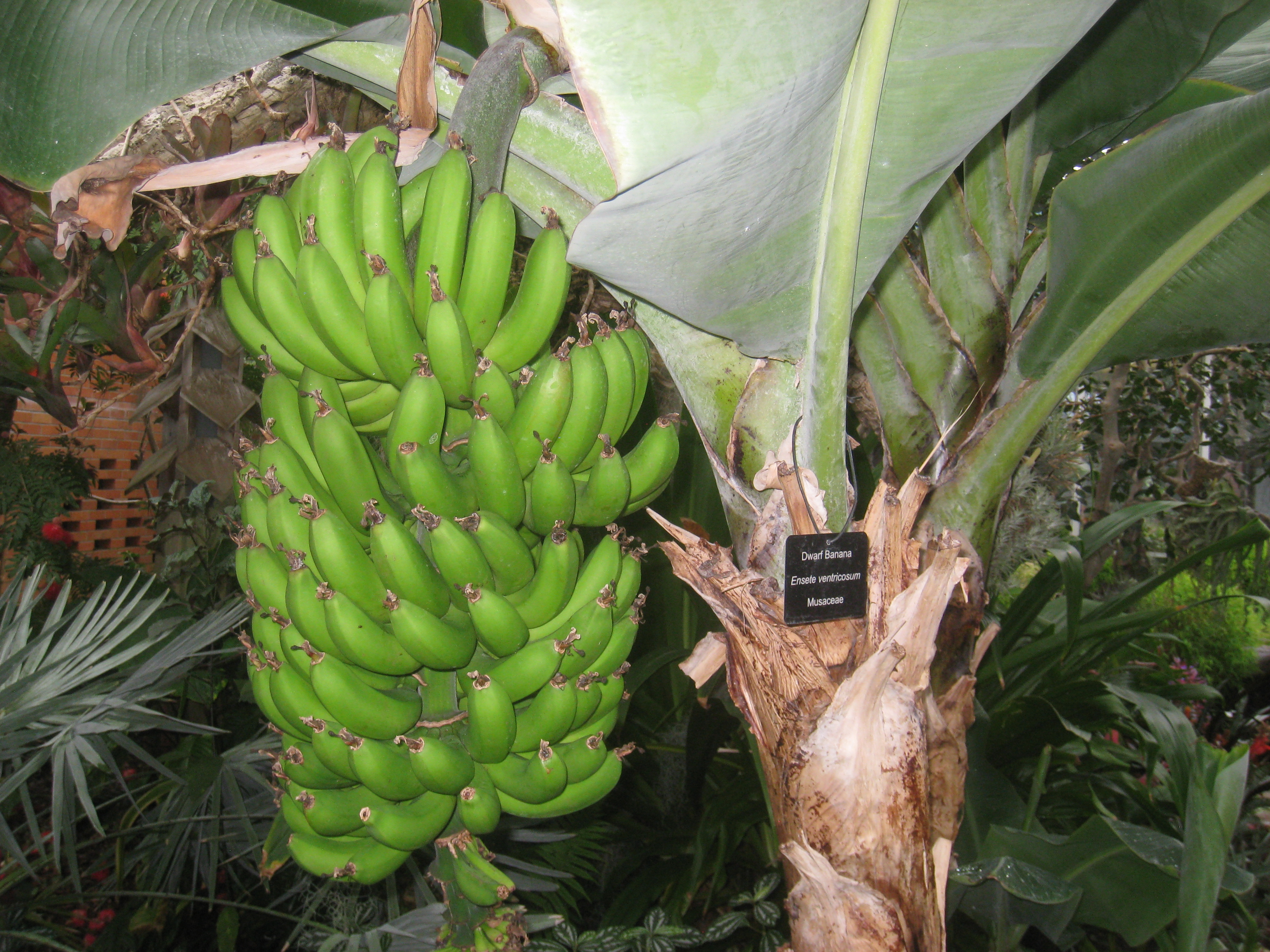
Ensete ventricosum
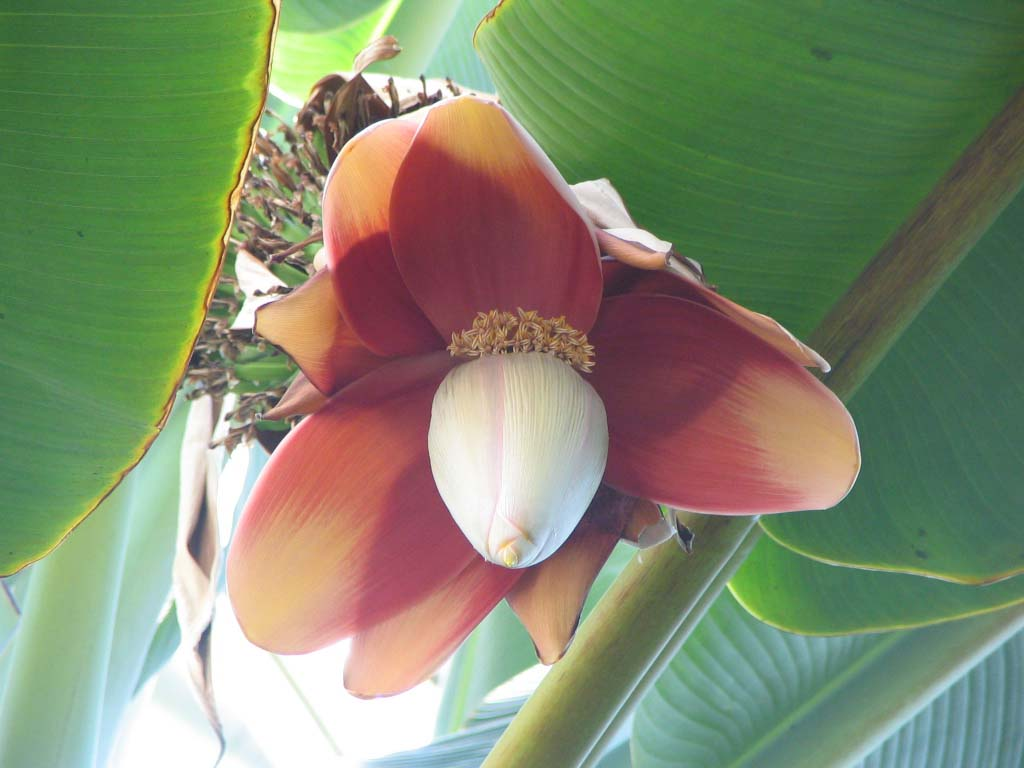
Musa balbisiana
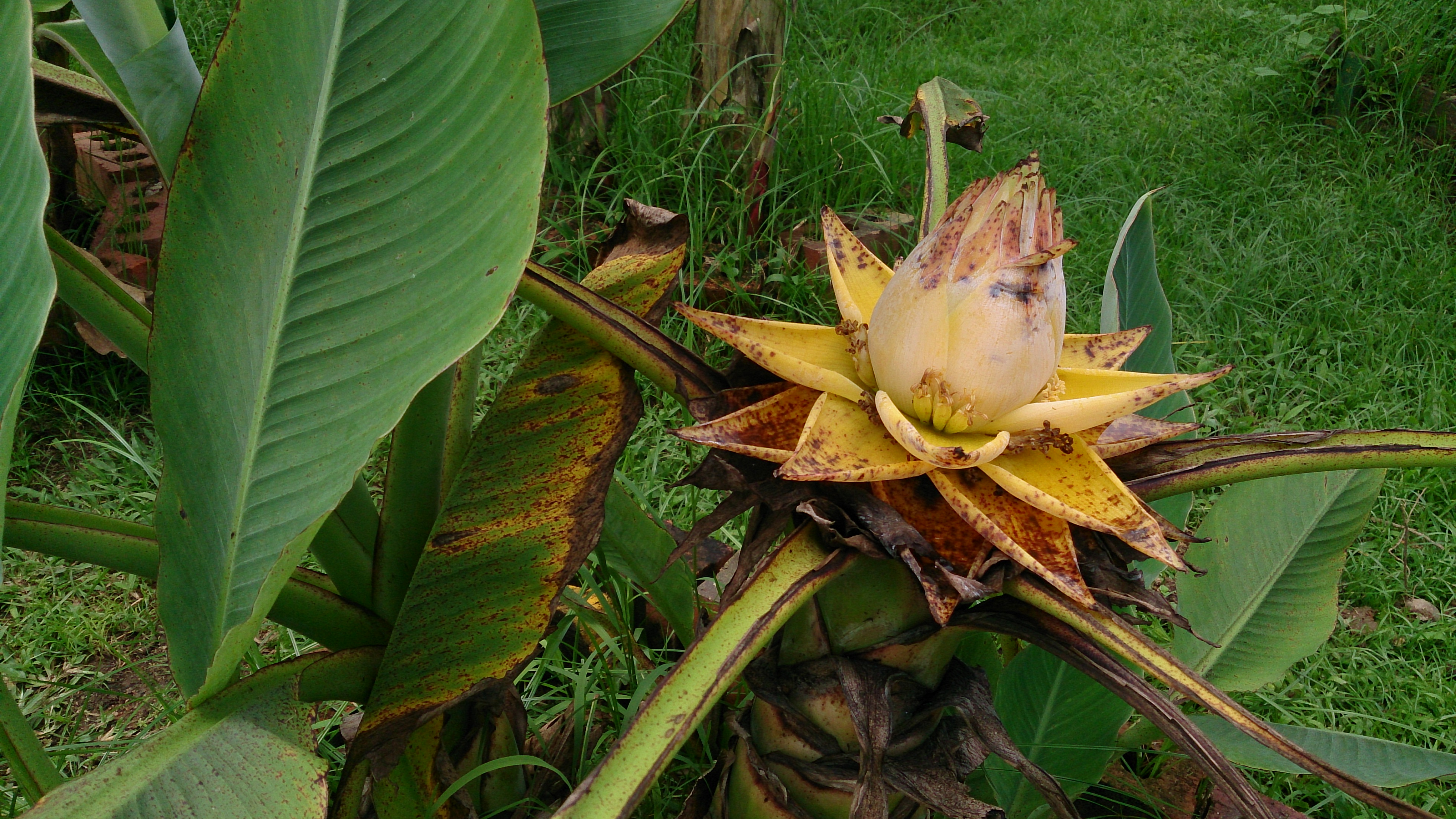
Musella lasiocarpa